# Prenk Bib Doda

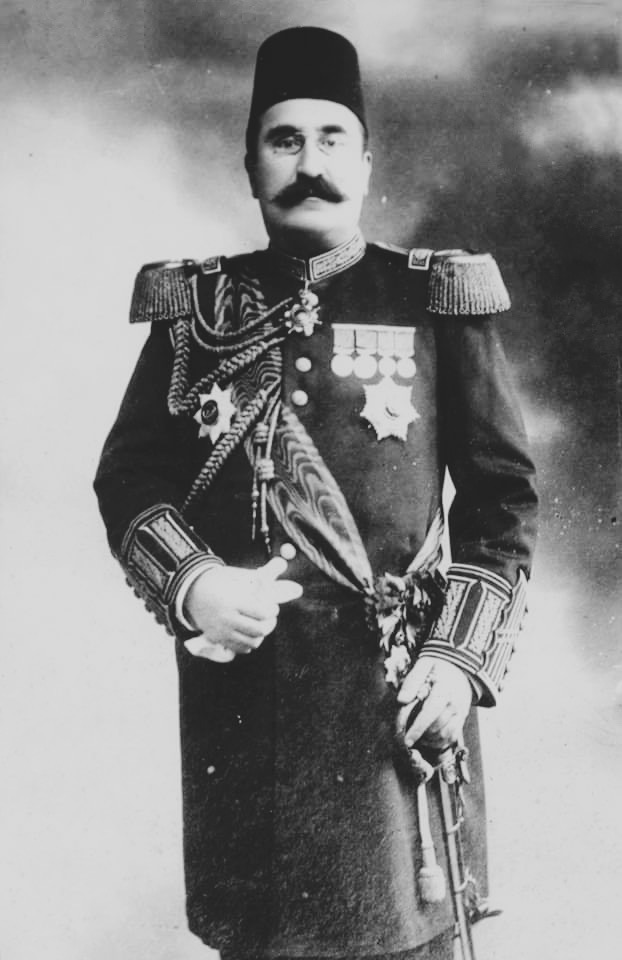
Prenk Bib Doda (Foto: Josef Perscheid)

Prinz Prenk Bib Doda (auch Prênk Pascha, Preng und Bibë Doda; * 1860 in Orosh; gest. 25. März 1919 in Bregu i Matit bei Lezha) war ein albanisch-katholisches Mitglied der Jungtürken, der unter Sultan Abdülhamid II. zum Brigadegeneral aufstieg und später mit dem Fürstentum Montenegro gegen das Osmanische Reich kämpfte.

## Leben
Prenk Doda wurde im ehemaligen Kreis Mirdita als Sohn von Bib Dod Pascha aus dem Gjonmarkaj-Clan geboren. Sein Vater hatte von den Türken den Titel Pascha erhalten, da er dabei geholfen hatte, den albanischen Aufstand von 1843–44 gegen die Tanzimat-Reformen zu unterdrücken. Prênk verbrachte seine Jugend in der osmanischen Hauptstadt Istanbul und kehrte 1876 nach Mirdita zurück. Danach half er Montenegro, einen Aufstand gegen die Osmanen anzuzetteln und beteiligte sich 1878 an der Liga von Prizren.
Aufgrund dessen wurde Doda von der osmanischen Regierung in die Verbannung nach Anatolien verbracht, arbeitete sich mit der Zeit jedoch zum Brigadegeneral im Palast des Sultans Abdülhamid II. hoch. In Istanbul wurde Doda ein Mitglied der Jungtürken. Nach der Jungtürkischen Revolution 1908 wurde er freigelassen. Beim Kongress von Monastir 1908 sandte Doda ein Telegramm, um seine Unterstützung für das Baschkimi-Alphabet auszudrücken, das er als praktisch für Verständigung und Handel erachtete. 1911 wurde Doda Abgeordneter im osmanischen Parlament. Gegenüber dem österreichisch-ungarischen Botschafter an der Hohen Pforte drückte er die Ablehnung einer möglichen Teilung der vier albanischen Vilâyets auf die Nachbarn Bulgarien, Montenegro und Serbien aus.

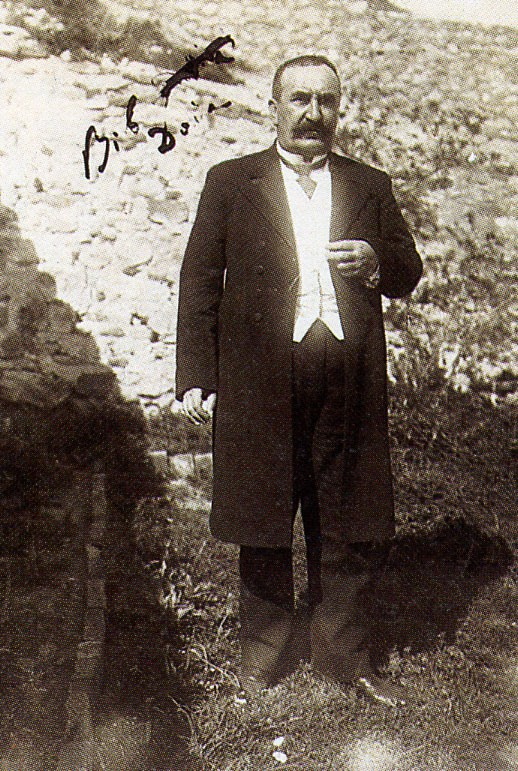
Prenk Bib Doda 1914

Nachdem sich sein Verhältnis zu den anderen Jungtürken verschlechterte, erhielt Doda Annäherungsversuche vonseiten des Fürstentums Montenegro, um einen eigenen katholischen Staat zu gründen, der Montenegro in den Balkankriegen helfen sollte. Doda führte daraufhin einen Aufstand gegen das Reich und gründete am 26. Oktober 1911 eine provisorische Regierung mit Terenzio Tocci. Um während des Aufstandes albanischer Moslems 1914 Unterstützung durch katholische Freiwillige aus den nördlichen Bergregionen um die Mirdita zu erhalten, ernannte Prinz Wilhelm zu Wied Doda noch im gleichen Jahr zum Außenminister des Fürstentums Albanien. Die Regierung stellte eine Einheit von 5.000 bis 7.000 Männern unter den Befehl von Doda. Dodas Freiwillige und eine sogenannte „Internationale Gendarmerie“ aus den Niederlanden wurden von Abdülhamids ehemaligem Leibwächter Isa Boletini und seinen Männern aus dem Kosovo unterstützt, ebenso wie von 2000 Stammesangehörigen aus Mat unter dem Kommando von Ahmet Zogu.
Die niederländischen Gendarmen versuchten mit Doda, Shijak zu erobern, wurden jedoch von den albanischen Aufständischen am 23. Mai gefangen genommen. Eine Expeditionseinheit aus Durrës, welche sie befreien wollte, wurde ebenfalls gefangen genommen. Auch ein dritter Angriff am 23. Juni schlug fehl – etwa 15 Meilen nördlich von Durres bei Slinzë, wo Prênk von den Albanern selbst gefangen genommen und auf Bewährung entlassen wurde. Es wird angenommen, dass Prênk Prinz Wilhelm verraten hatte. Er legte die Waffen nieder und trat zu den albanischen Aufständischen über.
Nach dem Ersten Weltkrieg diente Prênk als stellvertretender Ministerpräsident in der Regierung von Turhan Pascha Përmeti.
Beim Kongress von Durres 1918 wurde Doda zum Vizepräsidenten gewählt. Sein Verhältnis zu den italienischen Kolonisatoren in Albanien war angespannt, weshalb er sich den britischen Diplomaten zuwandte. Am 22. März 1919 wurde Prenk Bib Doda auf seiner Reise von Durres nach Shëngjin in einem Hinterhalt von der Bande des Preng Gjeta Caku getötet. Seine Ermordung wurde von den Italienern in Auftrag gegeben und finanziert, der Prênk begleitende britische Diplomat Eden wurde verwundet.